# 銭取駅
銭取駅（ぜにとりえき）は、静岡県浜松市住吉町（開業時は旧・浜名郡曳馬町高林、現・浜松市中央区住吉三丁目）にあった遠州鉄道奥山線の駅（廃駅）である。奥山線の廃線に伴い1964年（昭和39年）11月1日に廃駅となった。

## 歴史

### 年表
- 1914年（大正3年）11月30日：浜松軽便鉄道元城駅 - 金指駅間開通に伴い開業[2][3][4]。
- 1915年（大正4年）4月24日：鉄道会社名を浜松鉄道に改称。それに伴い同鉄道の駅となる[2][4]。
- 1947年（昭和22年）5月1日：浜松鉄道が遠州鉄道と合併。それに伴い遠州鉄道奥山線の駅となる[2][4]。
- 1952年（昭和27年）：電化に伴い約100 m遠鉄浜松方に移設される[5]（累計キロは遠鉄浜松駅起点4.2 kmから4.0 kmに変更[2][3]）。
- 1964年（昭和39年）11月1日：奥山線の廃線に伴い廃止となる[2][3][4]。

### 駅名の由来
当駅の所在する地名より。地名は、三方ヶ原の戦いの際、徳川家康が小豆餅附近の茶屋で小豆餅を食べた時に敵の襲撃に遭い、餅代を払わずに逃げ出した所、茶店の婆さんに追いかけられ、当地附近で取り立てにあった、という故事（史実ではなく後世の創作である可能性が高いとみられている）に由来する。他に、かつてこの付近は辺鄙で山賊（追いはぎ）が出没し、よく銭を取られたことに由来するとの説もある。

## 駅構造
廃止時点で、単式ホーム1面1線を有する地上駅であった。
列車交換設備を有さない無人駅となっていた。

## 駅周辺
- 国道257号[5]（姫街道(本坂通)）
- 航空自衛隊浜松基地 - 戦前は中部97部隊浜松飛行隊7連隊[6]。
- 静岡県立浜松城北工業高等学校
- 浜松市立泉小学校

## 駅跡
2010年（平成22年）時点では、民家の軒先に「奥山線 銭取駅跡」と記載された碑が建てられていた。
また、1997年（平成9年）時点では、広沢駅跡附近から当駅跡附近までの線路跡は歩行者専用道路として整備されていた。歩行者専用道路は当駅跡附近まで、合計約3 kmに渡り続いている。2007年（平成19年）8月時点、2010年（平成22年）時点でも同様であった。
当駅跡から奥山方の線路跡は、1997年（平成9年）時点では都田口駅跡附近までは拡幅され、自動車も通れる大きな市道に転用され、痕跡は無くなっていた。2007年（平成19年）8月時点、2010年（平成22年）時点でも同様であった。

## 隣の駅
遠州鉄道
奥山線
住吉駅 - 銭取駅 - 幸町駅